# 棒針

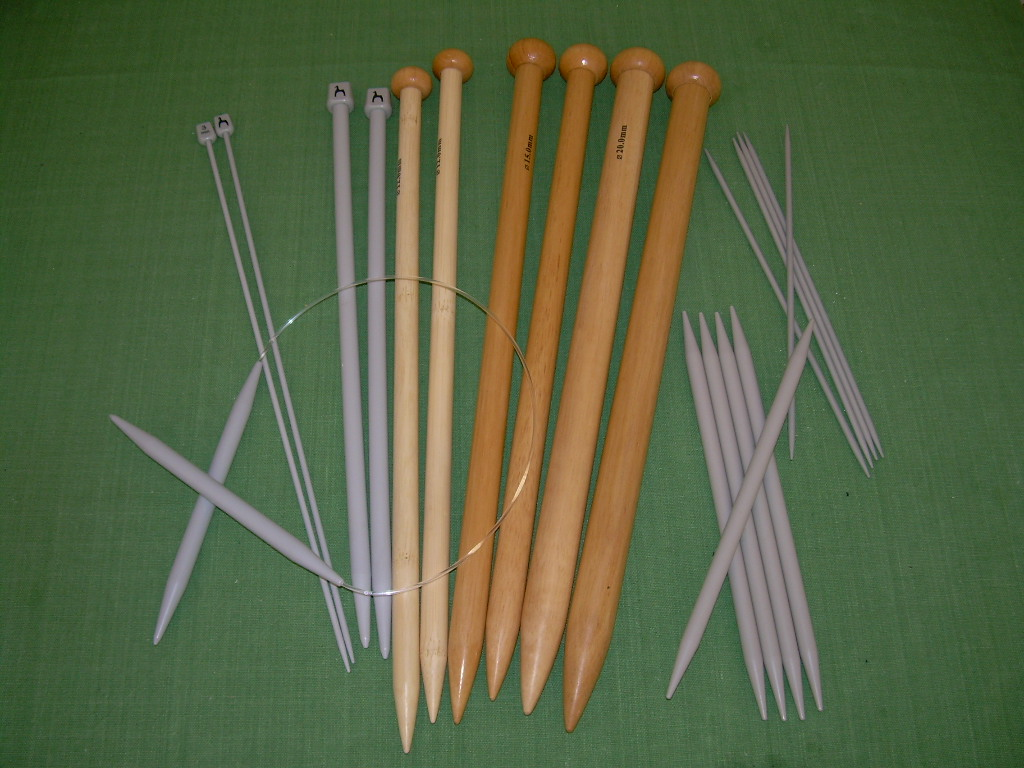
几种棒针

棒針為編織毛線所用，一般是由二根棒子所組成，多以金屬所造，再塗上銀灰色。現在的棒針的一頭多加上一小粒塑膠再註明其粗細，根據不同的粗細還可分為不同型號的棒針。

## 尺寸對照表

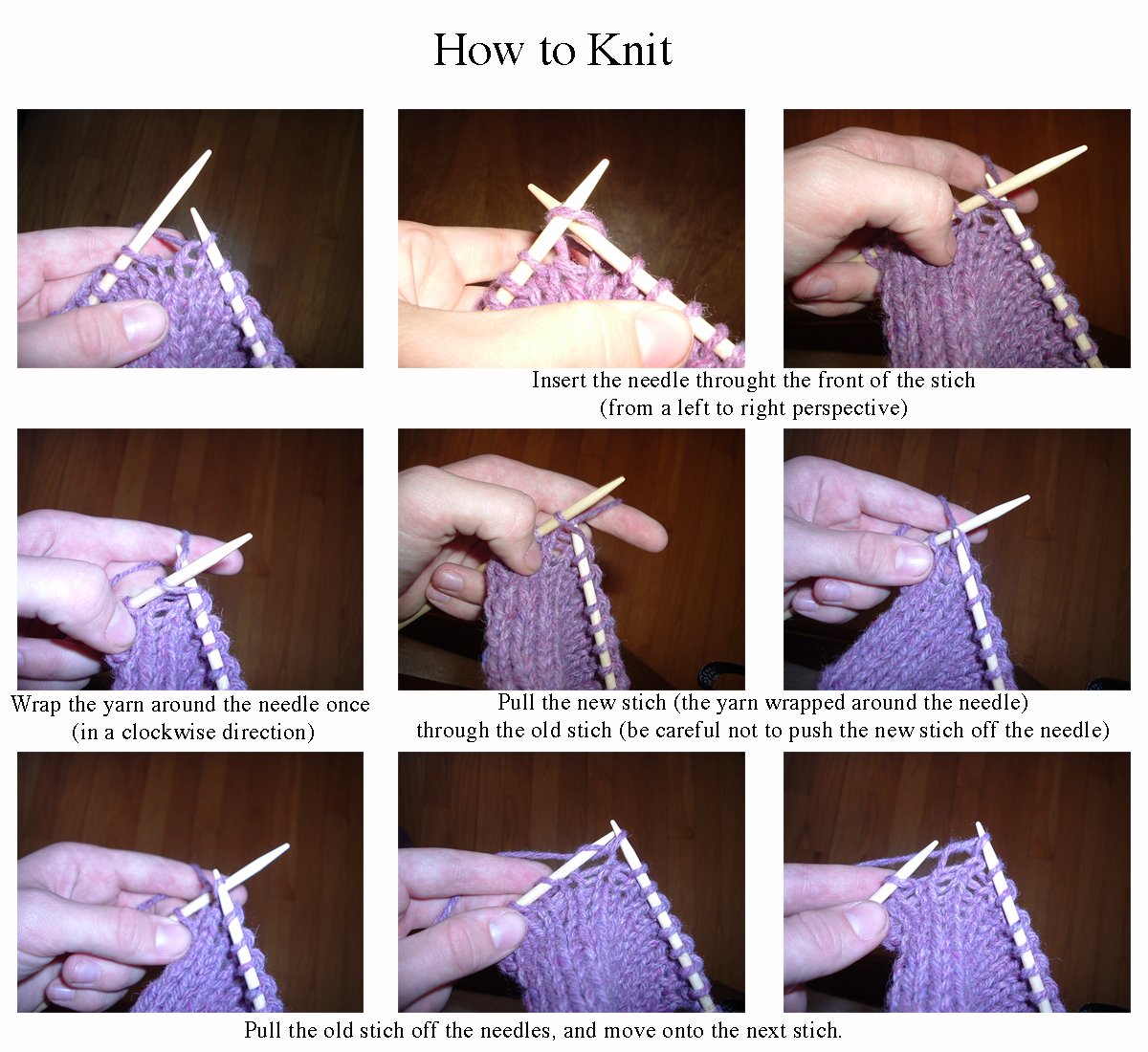
棒针的使用

| 號碼 | 0號      | 1號      | 2號      | 3號      | 4號      | 5號      | 6號      | 7號      |
| 尺寸 | 2.1 毫米 | 2.4 毫米 | 2.7 毫米 | 3.0 毫米 | 3.3 毫米 | 3.6 毫米 | 3.9 毫米 | 4.2 毫米 |
| 號碼 | 8號      | 9號      | 10號     | 11號     | 12號     | 13號     | 14號     | 15號     |
| 尺寸 | 4.5 毫米 | 4.8 毫米 | 5.1 毫米 | 5.4 毫米 | 5.7 毫米 | 6.0 毫米 | 6.3 毫米 | 6.6 毫米 |